# Oudemansiella canarii
Oudemansiella canarii é uma espécie de cogumelo comestível da família Physalacriaceae, que é encontrada na região tropical da América, no Sudeste Asiático e na Austrália.